# M 51 (MSBS)

Größenvergleich: links Atom-U-Boot der Redoutable-Klasse mit M-4 Rakete; rechts Le-Triomphant-Klasse mit M 45 sowie M 51 Rakete

M 51 (MSBS) ist die Bezeichnung einer französischen U-Boot-gestützten ballistischen Rakete (MSBS: französisch für Mer-Sol-Balistique-Stratégique „strategische See-Boden ballistische“ Rakete), die seit 2010 das Modell M 45 (MSBS) schrittweise ersetzt. Die Reichweite der Rakete ist ein militärisches Geheimnis. Sie wird auf 8.000 km bis 9.000 km geschätzt. Die M 51 ist das Ergebnis einer kostenoptimierten Rückentwicklung aus der ursprünglich geplanten M 5 (MSBS).
Die Rakete wiegt 56 Tonnen und ist 12 Meter hoch. Ihr APCP-Feststoffantrieb basiert auf den Feststoffboostern der Ariane 5 und wird ebenfalls von EADS Astrium Space Transportation gefertigt. Als Teil der Force de dissuasion kann sie sechs bis zwölf (MIRV)-Gefechtsköpfe TN-75 mit einer Sprengkraft von jeweils 100 kT tragen. Bei den bisher letzten französischen Atomtests 1995/1996 auf Mururoa erreichten die getesteten Waffen eine Sprengwirkung von 110 kT.
Die M 51 ist gegen die Wirkung elektromagnetischer Pulse (EMP) gehärtet und gegen elektronische Gegenmaßnahmen (ECM) widerstandsfähiger. Die Steuerung erfolgt mittels einer Trägheitsnavigationsplattform sowie mit Astronavigation. Durch diese beiden Systeme soll eine Treffgenauigkeit (CEP) von 150 bis 200 m erreichbar sein. Um Abwehrmaßnahmen durch Abfangraketen zu erschweren, werden gemeinsam mit den Sprengköpfen auch Täuschkörper freigesetzt. Die Wiedereintrittskörper sollen über Stealth-Eigenschaften verfügen.
Das Entwicklungsprogramm der M 51 kostete 8,5 Mrd. EUR. Der Stückpreis einer Rakete liegt bei 150 Mio. EUR. Bis zu 60 Raketen sollen gebaut werden. Die Force océanique stratégique (FOST) verfügt über vier Atom-U-Boote der Triomphant-Klasse, die bis zu 16 Raketen (mer-sol balistique stratégique) aufnehmen können.
Der erste bodengestützte Testflug erfolgte am 9. November 2006. Die Rakete startete kurz vor Bordeaux und überquerte den Atlantik in ca. 15 Minuten. Nach drei bodengestützt abgefeuerten Testflügen erfolgte in der Bucht von Audierne am 27. Januar 2010 von Bord des jüngsten und letzten U-Boots der Triomphant-Klasse, der Le Terrible, der erste seegestützte Start. Ein Testflug schlug am 5. Mai 2013 fehl. Die vom U-Boot Le Vigilant vor der Küste der Bretagne gestartete Rakete, die keine Sprengköpfe trug, zerstörte sich in der ersten Flugphase über dem Atlantik selbst.
Seit Ende 2010 ist die M51 einsatzbereit. Mit der Ende 2018 abgeschlossenen Umrüstung der Le Vigilant sind zwei der vier U-Boote der Triomphant-Klasse mit M51-Raketen ausgerüstet.
Neueste Version M51.3 mit verbesserter Reichweite wurde im November 2023 erfolgreich getestet. Auch die neuen SNLE 3G U-Boote werden die M51.3 einsetzen.